# 構造化予測
構造化予測（こうぞうかよそく、英: structured prediction）または構造化出力学習（structured output learning）は、スカラー型の離散値や実数値ではなく、構造化された対象を予測するための教師あり機械学習手法の総称である。

## 解説
一般的な教師あり学習技術と同様に、構造化予測モデルは通常、観測データを用いて学習し、真の予測値はモデルパラメータの調整に使用される。
しかし、モデルの複雑さや予測変数間の相互関係から、学習済みモデルを用いた予測や学習そのものが計算上困難な場合が多く、近似的な推論や学習方法が採用されることがある。

## 応用
構造化予測は、多様な応用分野で利用されている。
例えば、自然言語文を解析木のような構文表現に変換する問題は、構造化出力領域がすべての可能な解析木の集合である構造化予測問題として扱われる。
その他にも、バイオインフォマティクス、自然言語処理、音声認識、コンピュータビジョンなどの分野で活用されている。